# 齊藤誠人
齊藤 誠人（さいとう まさと、1995年8月7日 - ）は、北海道札幌市出身の元プロ野球選手（捕手）。右投左打。妻は女優の楠木杏。

## 経歴

### プロ入り前
札幌市立札苗中時代に所属していた札幌北シニアでは、選手が10人しかいない中で補欠であった。
札幌光星高時代は、3年次夏の南北海道予選で8強に進出したのが最高成績。
高校卒業後は、体育教師を目指すために北海道教育大学岩見沢校に進学する。当初は野球を続けるつもりはなかったが、練習を見学した際の部員たちからの強引な勧誘によって札幌学生野球連盟に加盟する同校の硬式野球部に入部しプレーを継続することとなる。指導者がいない中、選手たちで意見を出し合い練習メニューを決め、3年次からは齊藤が事実上の采配をふるっていた。4年間チームとしては2部リーグで過ごしたが、自身は1年次から主軸を務め、1年次の春季リーグから5季連続でベストナインを獲得した。4年次は、春に右手の有鈎骨を骨折した影響からDHのみの出場となり、シーズン通して満足なプレーができなかった。
2017年10月26日、プロ野球ドラフト会議で埼玉西武ライオンズから育成選手ドラフト2位指名を受け、入団。背番号は122。北海道内の国立大学からは初のドラフト指名選手となった。

### 西武時代
2018年は、イースタン・リーグで50試合に出場し、打率.205、1本塁打、8打点を記録した。
2019年は、6月28日まで、イースタン・リーグ53試合の出場で、打率.147、0本塁打、9打点を記録し、同日に支配下選手登録され、背番号は78となった。しかし、この年は一軍での出場はなく、イースタン・リーグでの最終成績は、80試合の出場で、打率.156、1本塁打、14打点だった。
2020年は、7月28日に初めて一軍に昇格するも、出場機会がないまま8月11日に二軍降格。その後はシーズン終了まで二軍でプレーした。イースタン・リーグでの成績は33試合の出場で、打率.085、0本塁打、2打点だった。
2021年は、故障者が続出した影響で4月11日のイースタン・リーグ公式戦に「9番・三塁手」で先発出場した。5月28日に「特例2021」の代替選手として一軍に昇格したが、柘植世那が濃厚接触者には特定されずすぐに復帰したことで翌29日に登録抹消となった。以降、一軍昇格は無く前半戦を終え、五輪での中断期間中も二軍調整が続いていたが、一軍でワクチン接種の副反応によりエキシビションマッチを欠場する選手が続出し、8月8日からの中日3連戦で一軍に帯同。2試合に途中出場するとそのまま後半戦の開幕を一軍で迎え、8月22日のオリックス・バファローズ戦でプロ初出場を果たした。しかし、その後は出場機会がなく、8月30日に登録抹消となった。イースタン・リーグでの最終成績は、33試合の出場で、打率.085、0本塁打、2打点だった。
2022年は、4月3日に森友哉が右示指基節骨骨折で登録抹消となり、入れ替わりで一軍に昇格。4月27日にシーズン初出場したが、一軍での出場はその1試合のみで、5月2日に登録抹消となった。イースタン・リーグでは、42試合の出場で、打率.160、1本塁打、5打点だった。
2023年は、一軍の捕手2人のうち、古市尊が体調不良のため、7月28日に急遽一軍に昇格。同日の試合で7回から捕手として出場したが、この年の一軍出場はこの試合のみとなり、10月4日に戦力外通告を受けた。  10月30日、現役を引退し、西武のチームスタッフに転身することが発表された。11月26日、ベルーナドームで行われたファンフェスティバル「ライオンズ サンクスフェスタ 2023」で引退セレモニーが開かれた。

### 現役引退後
2024年からは西武のファームブルペン捕手兼ファーム用具補佐を務める。2025年からは北海道・東北地区担当スカウトを務める。

## プレースタイル・人物
最大の武器は、遠投110m、二塁送球1.75秒の強肩。城島健司やヤディアー・モリーナの動画を見て研究し、座ったままでも二塁送球は1.8秒台を計測できる。
大学時代は指導者がいなかったため、野村克也や古田敦也の本を教材に独学で捕手の技術を身に付けた。
卒業論文のテーマは「高齢者における運動スポーツに対する能否認識に関する研究」。
2021年11月27日、前年まで『ライオンズチャンネル』（テレビ埼玉）のアシスタントを務めていた女優・楠木杏と結婚したことを発表した。

## 詳細情報

### 年度別打撃成績
| 年 度     | 球 団     | 試 合 | 打 席 | 打 数 | 得 点 | 安 打 | 二 塁 打 | 三 塁 打 | 本 塁 打 | 塁 打 | 打 点 | 盗 塁 | 盗 塁 死 | 犠 打 | 犠 飛 | 四 球 | 敬 遠 | 死 球 | 三 振 | 併 殺 打 | 打 率 | 出 塁 率 | 長 打 率 | O P S |
| --------- | --------- | ----- | ----- | ----- | ----- | ----- | -------- | -------- | -------- | ----- | ----- | ----- | -------- | ----- | ----- | ----- | ----- | ----- | ----- | -------- | ----- | -------- | -------- | ----- |
| 2021      | 西武      | 1     | 0     | 0     | 0     | 0     | 0        | 0        | 0        | 0     | 0     | 0     | 0        | 0     | 0     | 0     | 0     | 0     | 0     | 0        | ----  | ----     | ----     | ----  |
| 2022      | 西武      | 1     | 0     | 0     | 0     | 0     | 0        | 0        | 0        | 0     | 0     | 0     | 0        | 0     | 0     | 0     | 0     | 0     | 0     | 0        | ----  | ----     | ----     | ----  |
| 2023      | 西武      | 1     | 0     | 0     | 0     | 0     | 0        | 0        | 0        | 0     | 0     | 0     | 0        | 0     | 0     | 0     | 0     | 0     | 0     | 0        | ----  | ----     | ----     | ----  |
| 通算：3年 | 通算：3年 | 3     | 0     | 0     | 0     | 0     | 0        | 0        | 0        | 0     | 0     | 0     | 0        | 0     | 0     | 0     | 0     | 0     | 0     | 0        | ----  | ----     | ----     | ----  |

### 年度別守備成績
| 年 度 | 球 団 | 捕手  | 捕手  | 捕手  | 捕手  | 捕手  | 捕手     | 捕手  | 捕手     | 捕手     | 捕手     | 捕手     |
| 年 度 | 球 団 | 試 合 | 刺 殺 | 補 殺 | 失 策 | 併 殺 | 守 備 率 | 捕 逸 | 企 図 数 | 許 盗 塁 | 盗 塁 刺 | 阻 止 率 |
| ----- | ----- | ----- | ----- | ----- | ----- | ----- | -------- | ----- | -------- | -------- | -------- | -------- |
| 2021  | 西武  | 1     | 2     | 0     | 0     | 0     | 1.000    | 1     | 0        | 0        | 0        | ----     |
| 2022  | 西武  | 1     | 0     | 0     | 0     | 0     | ----     | 0     | 0        | 0        | 0        | ----     |
| 2023  | 西武  | 1     | 1     | 0     | 0     | 0     | ----     | 0     | 1        | 1        | 0        | .000     |
| 通算  | 通算  | 3     | 3     | 0     | 0     | 0     | 1.000    | 1     | 1        | 1        | 0        | .000     |

### 記録
初記録
- 初出場：2021年8月22日、対オリックス・バファローズ18回戦（京セラドーム大阪）、9回裏に森友哉に代わり捕手で出場

### 背番号
- 122（2018年[6] - 2019年6月27日）
- 78（2019年6月28日[10] - 2023年）